# Žanna Juškāne
Žanna Juškāne est une biathlète lettonne, née le 5 octobre 1989 à Rēzekne.

## Biographie
Žanna Juškāne démarre au niveau international en 2007, dans le cadre dans la Coupe d'Europe junior. Lors de la saison 2007-2008, elle prend part à divers relais en Coupe du monde et aux Championnats du monde.
Aux Jeux olympiques d'hiver de 2010, elle est 78e du sprint, 83e de l'individuel et 18e du relais.
Aux Jeux olympiques d'hiver de 2014, elle est 79e du sprint et ne termine pas l'individuel. Elle est ensuite 24e du sprint de Kontiolahti dans la Coupe du monde, son meilleur résultat dans la compétition.

## Palmarès

### Jeux olympiques d'hiver
| Épreuve / Édition              | Individuel | Sprint | Poursuite | Mass start | Relais | Relais mixte                     |
| Jeux olympiques 2010 Vancouver | 83e        | 78e    | —         | —          | 18e    | Épreuve inexistante à cette date |
| Jeux olympiques 2014 Sotchi    | Abandon    | 79e    | —         | —          | —      | —                                |

Légende :
- - : Non disputée par Juskane
- : épreuve pas au programme

### Championnats du monde
| Épreuve / Édition             | Individuel | Sprint | Poursuite | Mass start | Relais | Relais mixte |
| Mondiaux 2008 Östersund       | 93e        | -      | -         | -          | -      | -            |
| Mondiaux 2009 Pyeongchang     | 97e        | 94e    | -         | -          | 20e    | -            |
| Mondiaux 2011 Khanty-Mansiïsk | 79e        | 77e    | -         | -          | -      | 17e          |
| Mondiaux 2012 Ruhpolding      | 89e        | 92e    | —         | —          | 26e    | 23e          |
| Mondiaux 2013 Nové Město      | 86e        | 90e    | —         | —          | —      | 23e          |
| Mondiaux 2016 Holmenkollen    | 85e        | 95e    | —         | —          | —      | 25e          |
| Mondiaux 2017 Hochfilzen      | 95e        | 95e    | —         | —          | —      | 25e          |

Légende :
- — : non disputée par Juskane

### Coupe du monde
- Meilleur classement général : 85e en 2014.
- Meilleur résultat individuel : 24e.

#### Différents classements en Coupe du monde
| Année     | Classement général final | Sprint | Poursuite | Individuel | Mass start |
| 2013-2014 | 85e                      | 72e    | -         | -          | -          |